# قطعنامه ۱۳۰۷ شورای امنیت
قطعنامه ۱۳۰۷ شورای امنیت سازمان ملل متحد که در تاریخ ۱۳ ژوئیه ۲۰۰۰ تصویب شد، سندی بین‌المللی دربارهٔ بررسی وضعیت کرواسی است. این قطعنامه طی نشست ۴۱۷۰ام با ۱۵ رای موافق، ۰ مخالف و ۰ ممتنع تصویب شد.